# Toronto Wellingtons
Toronto Wellingtons byl amatérský kanadský klub ledního hokeje, který sídlil v Torontu v provincii Ontario. V letech 1899–1903 působil v amatérské soutěži Ontario Hockey Association. V roce 1901 se stal jejím vítězem. I díky tomu se o rok později zúčastnil exhibičního zápasu o Stanley Cup, ve kterém podlehl Winnipegu Victorias.

## Galerie

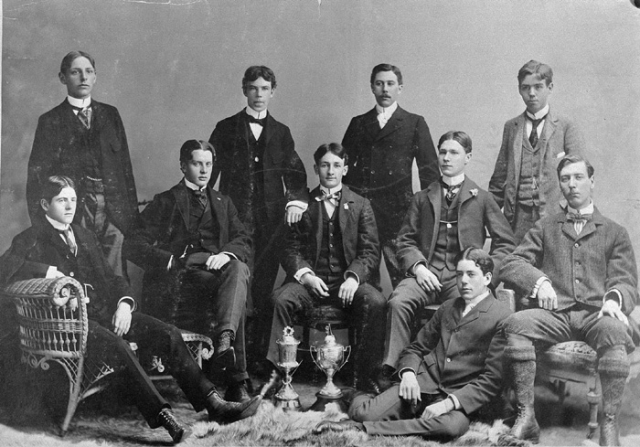
Toronto Wellingtons, 1897